# تزونجری
تزونجری (به ایتالیایی: Zungri) یک کومونه در ایتالیا است که در استان ویبو والنتیا واقع شده‌است. تزونجری ۲۳٫۳ کیلومتر مربع مساحت و ۲٬۰۹۵ نفر جمعیت دارد و ۵۵۴ متر بالاتر از سطح دریا واقع شده‌است.